# Fuga Satō
Fuga Satō (japanisch 佐藤 風雅 Satō Fuga; * 1. Juni 1996 in Kasama) ist ein japanischer Sprinter, der sich auf den 400-Meter-Lauf spezialisiert hat.

## Sportliche Laufbahn
Erste internationale Erfahrungen sammelte Fuga Satō im Jahr 2022, als er in 45,84 s beim Michitaka Kinami Memorial Athletics Meet siegte und anschließend bei den Weltmeisterschaften in Eugene startete, bei denen er mit 45,71 s im Halbfinale ausschied. Zudem belegte er mit der japanischen 4-mal-400-Meter-Staffel mit 2:59,51 min im Finale den vierten Platz. Im Jahr darauf gewann er bei den Asienmeisterschaften in Bangkok in 45,13 s die Silbermedaille über 400 Meter hinter seinem Landsmann Kentarō Satō und sicherte sich in der Mixed-Staffel in 3:15,71 min gemeinsam mit Kenki Imaizumi, Haruna Kuboyama und Nanako Matsumoto die Bronzemedaille hinter den Teams aus Indien und Sri Lanka. Im August schied er bei den Weltmeisterschaften in Budapest mit 44,88 s im Halbfinale über 400 Meter aus und verpasste mit der Staffel mit 3:00,39 min den Finaleinzug. Im Oktober belegte er dann bei den Asienspielen in Hangzhou in 45,70 s den vierten Platz. Bei den World Athletics Relays 2024 auf den Bahamas sicherte er der Männerstaffel einen Startplatz bei den Olympischen Spielen in Paris, bei denen er mit neuem Asienrekord von 2:58,33 min im Finale auf den sechsten Platz gelangte. Zudem schied er im Einzelbewerb in der ersten Runde aus.
2025 erreichte er bei den Hallenweltmeisterschaften in Nanjing das Halbfinale über 400 Meter und schied dort mit 48,31 s aus. Ende Mai belegte er dann bei den Asienmeisterschaften in Gumi in 45,59 s den fünften Platz.
2022 wurde Satō japanischer Meister im 400-Meter-Lauf.

## Persönliche Bestzeiten
- 200 Meter: 20,72 s (+1,8 m/s), 11. August 2022 in Sano
- 300 Meter: 32,61 s, 9. Oktober 2022 in Utsunomiya
- 400 Meter: 44,88 s, 22. August 2023 in Budapest
  - 400 Meter (Halle): 46,60 s, 21. März 2025 in Nanjing